# Reprezentacja Haiti w piłce nożnej kobiet
Reprezentacja Haiti w piłce nożnej kobiet – kobieca piłkarska reprezentacja Haiti. Największym sukcesem reprezentacji jest IV miejsce na mistrzostwach CONCACAF w 1991 roku oraz awans na mistrzostwa świata 2023.

## Udział w turniejach międzynarodowych

### Mistrzostwa Świata
Haitańskiej drużynie 1 raz udało się zakwalifikować do finałów MŚ.
| Rok   | Runda                   | M                       | W                       | R                       | P                       | GZ                      | GS                      |
| ----- | ----------------------- | ----------------------- | ----------------------- | ----------------------- | ----------------------- | ----------------------- | ----------------------- |
| 1991  | Nie zakwalifikowało się | Nie zakwalifikowało się | Nie zakwalifikowało się | Nie zakwalifikowało się | Nie zakwalifikowało się | Nie zakwalifikowało się | Nie zakwalifikowało się |
| 1995  | Nie zakwalifikowało się | Nie zakwalifikowało się | Nie zakwalifikowało się | Nie zakwalifikowało się | Nie zakwalifikowało się | Nie zakwalifikowało się | Nie zakwalifikowało się |
| 1999  | Nie zakwalifikowało się | Nie zakwalifikowało się | Nie zakwalifikowało się | Nie zakwalifikowało się | Nie zakwalifikowało się | Nie zakwalifikowało się | Nie zakwalifikowało się |
| 2003  | Nie zakwalifikowało się | Nie zakwalifikowało się | Nie zakwalifikowało się | Nie zakwalifikowało się | Nie zakwalifikowało się | Nie zakwalifikowało się | Nie zakwalifikowało się |
| 2007  | Nie zakwalifikowało się | Nie zakwalifikowało się | Nie zakwalifikowało się | Nie zakwalifikowało się | Nie zakwalifikowało się | Nie zakwalifikowało się | Nie zakwalifikowało się |
| 2011  | Nie zakwalifikowało się | Nie zakwalifikowało się | Nie zakwalifikowało się | Nie zakwalifikowało się | Nie zakwalifikowało się | Nie zakwalifikowało się | Nie zakwalifikowało się |
| 2015  | Nie zakwalifikowało się | Nie zakwalifikowało się | Nie zakwalifikowało się | Nie zakwalifikowało się | Nie zakwalifikowało się | Nie zakwalifikowało się | Nie zakwalifikowało się |
| 2019  | Nie zakwalifikowało się | Nie zakwalifikowało się | Nie zakwalifikowało się | Nie zakwalifikowało się | Nie zakwalifikowało się | Nie zakwalifikowało się | Nie zakwalifikowało się |
| 2023  | Faza grupowa            | 3                       | 0                       | 0                       | 3                       | 0                       | 4                       |
| Razem | Turniejów finał.        | 3                       | 0                       | 0                       | 3                       | 0                       | 4                       |

### Mistrzostwa CONCACAF
Haitańskiej drużynie 5 razy udało się zakwalifikować do finałów turnieju kontynentalnego.
| Rok   | Runda                   | M                       | W                       | R                       | P                       | GZ                      | GS                      |
| ----- | ----------------------- | ----------------------- | ----------------------- | ----------------------- | ----------------------- | ----------------------- | ----------------------- |
| 1991  | IV miejsce              | 5                       | 2                       | 0                       | 3                       | 7                       | 16                      |
| 1993  | Nie zakwalifikowało się | Nie zakwalifikowało się | Nie zakwalifikowało się | Nie zakwalifikowało się | Nie zakwalifikowało się | Nie zakwalifikowało się | Nie zakwalifikowało się |
| 1994  | Nie zakwalifikowało się | Nie zakwalifikowało się | Nie zakwalifikowało się | Nie zakwalifikowało się | Nie zakwalifikowało się | Nie zakwalifikowało się | Nie zakwalifikowało się |
| 1998  | Faza grupowa            | 3                       | 0                       | 0                       | 3                       | 3                       | 11                      |
| 2000  | Nie zakwalifikowało się | Nie zakwalifikowało się | Nie zakwalifikowało się | Nie zakwalifikowało się | Nie zakwalifikowało się | Nie zakwalifikowało się | Nie zakwalifikowało się |
| 2002  | Nie zakwalifikowało się | Nie zakwalifikowało się | Nie zakwalifikowało się | Nie zakwalifikowało się | Nie zakwalifikowało się | Nie zakwalifikowało się | Nie zakwalifikowało się |
| 2006  | Nie zakwalifikowało się | Nie zakwalifikowało się | Nie zakwalifikowało się | Nie zakwalifikowało się | Nie zakwalifikowało się | Nie zakwalifikowało się | Nie zakwalifikowało się |
| 2010  | Faza grupowa            | 3                       | 1                       | 0                       | 2                       | 1                       | 8                       |
| 2014  | Faza grupowa            | 3                       | 1                       | 0                       | 2                       | 1                       | 7                       |
| 2018  | Nie zakwalifikowało się | Nie zakwalifikowało się | Nie zakwalifikowało się | Nie zakwalifikowało się | Nie zakwalifikowało się | Nie zakwalifikowało się | Nie zakwalifikowało się |
| 2022  | Faza Grupowa            | 3                       | 1                       | 0                       | 2                       | 3                       | 7                       |
| Razem | 5/11                    | 17                      | 5                       | 0                       | 12                      | 15                      | 49                      |

## Skład
Aktualny skład dostępny jest na stronie internetowej soccerdonna.de

## MŚ 2023

### Grupa E
| Zespół | Pkt | M | W | R | P | Br+ | Br− | +/− |
| ------ | --- | - | - | - | - | --- | --- | --- |
| Anglia | 9   | 3 | 3 | 0 | 0 | 8   | 1   | +7  |
| Dania  | 6   | 3 | 2 | 0 | 1 | 3   | 1   | +2  |
| Chiny  | 3   | 3 | 1 | 0 | 2 | 1   | 7   | -6  |
| Haiti  | 0   | 3 | 0 | 0 | 3 | 0   | 4   | -4  |